# 洞阔尔·依希丹巴达勒吉
洞阔尔·依希丹巴达勒吉（1764年—1836年）蒙古族，今内蒙古土默特左旗人，第二世（不计追认）洞阔尔活佛。

## 生平
第二世洞阔尔活佛生于乾隆二十八年（1764年）。经第六世班禅额尔德尼认定，于1775年10月被迎请至五当召。乾隆四十七年（1782年）起，洞阔尔活佛赴西藏学经10年，其间获八世达赖赐予“额尔德尼·莫日根·洞阔尔·班第达”名号。嘉庆六年（1801年）至道光五年（1825年），洞阔尔活佛先后7次朝觐清朝皇帝，嘉庆帝赐其貂皮袄、有帐幕覆盖的轿子、珊瑚念珠等；道光帝赐其念珠等。
清朝道光十六年（1836年），洞阔尔活佛圆寂，享年72岁。